# Stanisław Undas
Stanisław Undas (ur. 17 września 1894 w Mstowie, zm. wiosną 1940 w Charkowie) – podpułkownik piechoty Wojska Polskiego, działacz niepodległościowy, kawaler Orderu Virtuti Militari, ofiara zbrodni katyńskiej.

## Życiorys
Syn Jana i Heleny z domu Cudek urodzony 17 września 1894 w Mstowie w ówczesnym powiecie limanowskim Królestwa Galicji i Lodomerii. Absolwent gimnazjum z maturą w Bochni. W 1914 został wcielony do armii austriackiej. Ukończył szkołę oficerów rezerwy i jako dowódca plutonu walczył na froncie rosyjskim. Jego oddziałem macierzystym był Pułk Piechoty Nr 20 z Krakowa. Na stopień chorążego został mianowany ze starszeństwem z 1 sierpnia 1915 w korpusie oficerów rezerwy piechoty. W tym samym roku został ranny i dostał się niewoli rosyjskiej. 
W marcu 1918, po uwolnieniu z niewoli, wstąpił do 1 pułku strzelców polskich na Syberii. Dowodził w tym pułku 4. kompanią. Od stycznia 1920 w niewoli bolszewickiej, w obozie w Omsku. W 1920 roku powrócił do Polski i wstąpił do Wojska Polskiego, w stopniu porucznika. Został przydzielony do 82 Syberyjskiego pułku piechoty. Z jednostką walczył w wojnie polsko-bolszewickiej, a za swoje czyny został odznaczony Krzyżem Srebrnym Orderu Virtuti Militari.
Po zakończeniu działań wojennych pozostał w wojsku i w 1922 został zweryfikowany do stopnia kapitana piechoty ze starszeństwem z dniem 1 czerwca 1919. Po wojnie służył w 83 pułku piechoty. W 1924 został wyznaczony na stanowisko kwatermistrza pułku. 1 grudnia 1924 roku został mianowany majorem ze starszeństwem z dniem 15 sierpnia 1924 roku i 181. lokatą w korpusie oficerów piechoty. W kwietniu 1928 został przesunięty ze stanowiska kwatermistrza na stanowisko dowódcy III batalionu. W marcu 1931 został przeniesiony z 83 pp do 73 pułku piechoty w Katowicach na stanowisko kwatermistrza. Na stopień podpułkownika został mianowany ze starszeństwem z dniem 1 stycznia 1936 i 6. lokatą w korpusie oficerów piechoty. Następnie został przeniesiony do 43 pułku piechoty w Dubnie na stanowisko zastępcy dowódcy pułku.
W czasie kampanii wrześniowej 1939 był zastępcą dowódcy Ośrodka Zapasowego 13 Dywizji Piechoty. Po agresji ZSRR na Polskę w nieznanych okolicznościach wzięty do niewoli sowieckiej. Przebywał w obozie w Starobielsku. Wiosną 1940 został zamordowany przez funkcjonariuszy NKWD w Charkowie i pogrzebany potajemnie w bezimiennej mogile zbiorowej w Piatichatkach, gdzie od 17 czerwca 2000 mieści się oficjalnie Cmentarz Ofiar Totalitaryzmu w Charkowie. Figuruje na Liście Starobielskiej NKWD pod pozycją 3415.
5 października 2007 minister obrony narodowej Aleksander Szczygło mianował go pośmiertnie na stopień pułkownika. Awans został ogłoszony 9 listopada 2007 w Warszawie, w trakcie uroczystości „Katyń Pamiętamy – Uczcijmy Pamięć Bohaterów”.

## Ordery i odznaczenia
- Krzyż Srebrny Orderu Wojskowego Virtuti Militari nr 7715 – 22 czerwca 1919[20]
- Krzyż Niepodległości – 2 sierpnia 1931 „za pracę w dziele odzyskania niepodległości”[21]
- Krzyż Kawalerski Orderu Odrodzenia Polski[13]
- Krzyż Walecznych dwukrotnie[22]
- Złoty Krzyż Zasługi – 19 marca 1931 „za zasługi na polu wyszkolenia wojska”[23]
- Medal Pamiątkowy za Wojnę 1918–1921
- Medal Dziesięciolecia Odzyskanej Niepodległości
- Medal Zwycięstwa[24]
- Military Cross[25][26]